# Chiến tranh Ukraina–Xô viết
Chiến tranh Ukraina–Xô viết (tiếng Ukraina: радянсько-українська війна, đã Latinh hoá: radiansko-ukrainska viina) là thuật ngữ thường được sử dụng tại Ukraina thời hậu Xô viết để chỉ các sự kiện diễn ra trong khoảng thời gian 1917–1921, ngày nay về cơ bản được nhìn nhận là cuộc chiến giữa Cộng hòa Nhân dân Ukraina và phe Bolshevik (Nga Xô viết và Ukraina Xô viết). Chiến tranh xảy ra ngay sau Cách mạng Tháng Mười khi Lenin phái nhóm viễn chinh của Antonov đến Ukraina và Nam Nga.
Giới chép sử Liên Xô nhìn nhận chiến thắng của Bolshevik là hành động giải phóng Ukraina khỏi sự chiếm đóng của quân đội Tây và Trung Âu (bao gồm cả Ba Lan). Ngược lại, các nhà sử học Ukraina hiện đại nhìn nhận đây là một cuộc chiến tranh giành độc lập thất bại của Cộng hòa Nhân dân Ukraina chống lại những người Bolshevik. Cuộc xung đột trở nên phức tạp do có sự tham gia của Quân đội Khởi nghĩa Cách mạng Ukraina, những người Nga không thuộc phe Bolshevik là Bạch vệ, và quân đội của Ba Lan, Áo-Hung, và Đức, cùng nhiều thế lực khác.

## Giới chép sử
Trong ngành chép sử và thuật ngữ của Liên Xô, cuộc xung đột vũ trang này được mô tả như là một phần của Nội chiến Nga rộng hơn: Tại Ukraina, cuộc chiến này diễn ra giữa chính phủ dân tộc (do Symon Petliura lãnh đạo) và chính phủ Bolshevik Nga (do Lenin lãnh đạo).
Cuộc chiến có thể chia thành ba giai đoạn:
1. Tháng 12 năm 1917 - tháng 4 năm 1918: Những ngày cách mạng, các nỗ lực đảo chính của Bolshevik, Hồng quân xâm chiếm Ukraina, ký hiệp ước bảo hộ và giải phóng khỏi phe Bolshevik.
2. Tháng 12 năm 1918 – tháng 12 năm 1919: Nội chiến tại Ukraina, cuộc xâm chiếm toàn diện của Hồng quân, thống nhất Ukraina, các cuộc nổi dậy của nông dân chống Xô viết, Quân tình nguyện của Denikin và sự can thiệp của Đồng minh, mất Tây Ukraina vào tay Ba Lan.
3. Mùa xuân 1920 – mùa thu 1921: Chiến tranh Ba Lan–Xô viết (Hiệp ước Warszawa), Nội chiến Nga (giữa quân đội Bolshevik và Lực lượng vũ trang Nam Nga), các hoạt động du kích của Ukraina (Chiến dịch Mùa đông thứ nhất và thứ hai), chính phủ lưu vong.

### Văn kiện quan trọng
- Tuyên bố của Hội đồng Trung ương Ukraina (Phổ cập)
- Tối hậu thư của Sovnarkom gửi Hội đồng Trung ương Ukraina
- Hiệp ước Brest-Litovsk trao quy chế trung lập cho Ukraina như một vùng đệm cho Liên minh Trung tâm, cũng như bảo hộ quân sự trong đàm phán hòa bình với những người Bolshevik của Nga Xô viết.
- Đạo luật thống nhất, thống nhất với Tây Ukraina
- Hiệp định Warszawa, hiệp định chống Bolshevik giữa Ba Lan-Ukraina
- Hòa ước Riga, phân chia Ukraina

## Bối cảnh
Sau Cách mạng Tháng Hai năm 1917, các dân tộc trong Cộng hòa Nga (trước đây là Đế quốc Nga) yêu cầu quyền tự trị dân tộc từ Petrograd. Vào mùa hè năm 1917, Chính phủ lâm thời Nga đã phê chuẩn chính quyền khu vực đối với một số vùng của Ukraina.
Vào tháng 11 năm 1917, chính phủ Ukraina tố cáo cuộc đảo chính vũ trang của những người Bolshevik chống lại Chính phủ lâm thời, được gọi là Cách mạng Tháng Mười, và tuyên bố sẽ kiên quyết đấu tranh chống lại bất kỳ nỗ lực đảo chính tương tự nào ở Ukraina. Một ủy ban hỗn hợp đặc biệt nhằm bảo vệ cách mạng đã được thành lập để kiểm soát tình hình. Bộ tư lệnh Quân khu Kiev cố gắng ngăn chặn một cuộc đảo chính của phe Bolshevik, dẫn đến đấu tranh trên đường phố và cuối cùng là quân ủng hộ Bolshevik trong thành phố phải đầu hàng. Vào ngày 14 tháng 11 năm 1917, Hội đồng Trung ương Ukraina ban hành "Lời kêu gọi của Hội đồng Trung ương tới các công dân Ukraina", trong đó họ chấp thuận việc chuyển giao quyền lực nhà nước ở Ukraina cho bản thân.
Vào ngày 16 tháng 11, một phiên họp chung của Hội đồng và ban chấp hành các Xô viết công nhân và binh sĩ địa phương đã công nhận Hội đồng (Rada) Trung ương là chính quyền khu vực tại Ukraina.  Vào ngày 20 tháng 11 năm 1917, Rada tuyên bố thành lập Cộng hòa Nhân dân Ukraina với vị thế là một bộ phận tự trị của Cộng hòa Nga, và lên kế hoạch tổ chức cuộc bầu cử ngày 9 tháng 1 năm 1918 cho Quốc hội lập hiến Ukraina. Bộ trưởng Bộ Quân sự Symon Petliura bày tỏ ý định thống nhất cả phương diện quân Tây Nam và Romania vốn trải dài khắp Ukraina thành một phương diện quân Ukraina dưới quyền chỉ huy của Thượng tướng Dmitry Shcherbachev.
Vào ngày 17 tháng 12 năm 1917, những người Bolshevik tại Nga lên kế hoạch thành lập Đại hội Xô viết toàn Ukraina và vào ngày 11–12 tháng 12 năm 1917, họ tiến hành một số cuộc đảo chính trên khắp Ukraina tại Kiev, Odessa và Vinnytsia, nhưng bị Rada đánh bại. Cơ quan Sovnarkom của Nga Xô viết vốn khởi xướng các cuộc đàm phán hòa bình với Liên minh Trung tâm vào đầu tháng 12, đến ngày 17 cùng tháng thì họ gửi tối hậu thư kéo dài 48 giờ tới Rada yêu cầu cơ quan này dừng "các hành động phản cách mạng" hoặc chuẩn bị cho chiến tranh. Cũng vào ngày 17 tháng 12 năm 1917, Reingold Berzins dẫn quân từ Minsk tiến về hướng Kharkov đến Don. Họ tham gia vào một cuộc xung đột vũ trang tại một nhà ga đường sắt ở Bakhmach với quân đội Ukraina, vì lực lượng này từ chối cho lực lượng Nga đỏ (ba trung đoàn và một sư đoàn pháo binh) đi qua.
Rada trung ương không chấp nhận các cáo buộc và đưa ra các điều kiện của mình: Công nhận Cộng hòa Nhân dân Ukraina, không can thiệp vào công việc nội bộ của họ và các sự vụ của phương diện quân Ukraina mới được tổ chức, cho phép chuyển binh sĩ Ukraina hoá sang Ukraina, phân chia tài chính đế quốc cũ, sự tham gia của Cộng hòa Nhân dân Ukraina trong các cuộc đàm phán hòa bình chung. Cùng ngày, Đại hội Xô viết toàn Ukraina ở Kiev, sau khi phái đoàn Bolshevik rời đi, đã công nhận quyền lực của chính phủ Ukraina và bác bỏ tối hậu thư của chính phủ Nga Xô viết. Những người Bolshevik ở Kiev đã lên án đại hội đó và lên kế hoạch tổ chức một đại hội khác ở Kharkov. Ngày hôm sau, Sovnarkom ở Moskva quyết định tham chiến. Vladimir Lenin bổ nhiệm Vladimir Antonov-Ovseyenko làm tổng tư lệnh lực lượng viễn chinh chống lại Kaledin và thế lực Nam Nga, khi ở gần biên giới với Ukraina (Bryansk – Belgorod) Hồng quân bắt đầu tập hợp.
Những người Bolshevik ở Kiev chạy trốn đến Kharkov đã tham gia Đại hội Xô viết khu vực của Cộng hòa Xô viết Donetsk-Krivoy Rog. Sau đó, họ tuyên bố cuộc họp này là Đại hội Xô viết toàn Ukraina đầu tiên, tuyên bố thành lập Cộng hòa Nhân dân Xô viết Ukraina. Họ gọi Rada Trung ương Ukraina là kẻ thù của nhân dân và tuyên chiến chống lại chế độ này vào ngày 2 tháng 1. Rada sau đó cắt đứt mọi quan hệ với Petrograd vào ngày 22 tháng 1 năm 1918 và tuyên bố độc lập, từ đó bắt đầu Chiến tranh độc lập Ukraina. Vào khoảng thời gian này, quân Bolshevik bắt đầu từ Nga xâm chiếm Ukraina. Các đơn vị quân đội Nga từ Kharkov, Moskva, Minsk và Hạm đội Baltic xâm chiếm Ukraina.

## Chiến tranh

### Tháng 7 năm 1917– tháng 4 năm 1918
Những người Bolshevik có quân số khoảng 30.000 người, bao gồm quân chính quy Nga đóng quân ở mặt trận, một số đơn vị đồn trú, và các phân đội Hồng vệ binh gồm các công nhân từ tỉnh Kharkov và vùng Donbass. Họ bắt đầu bằng việc tiến quân từ phía đông bắc do Vladimir Antonov-Ovseenko và Mikhail Muravyov chỉ huy. Lực lượng Ukraina tại thời điểm xâm chiếm bao gồm khoảng 15.000 người được thành lập từ các đơn vị tình nguyện và một số tiểu đoàn của người Cossack Tự do và quân súng trường Sich.
Cuộc xâm chiếm của các lực lượng thân Xô viết từ Nga đi kèm với các cuộc nổi dậy do những người Bolshevik địa phương khởi xướng ở Ukraina, diễn ra tại các thành phố phát triển trên khắp lãnh thổ Ukraina tả ngạn cũng như Ukraina hữu ngạn. Lực lượng Bolshevik do Yevgenia Bosch lãnh đạo tiến hành một cuộc nổi dậy thành công ở Vinnytsia vào khoảng tháng 12 năm 1917. Họ giành được Quân đoàn cận vệ số 2 và tiến về Kiev để giúp đỡ những người Bolshevik trong thành phố.  Pavlo Skoropadsky cùng với một trung đoàn người Cossack Tự do ngăn chặn được họ gần Zhmerynka, tước vũ khí của họ và trục xuất họ đến Nga. Các lực lượng Bolshevik khác chiếm được Kharkov (26 tháng 12), Yekaterinoslav (9 tháng 1), Aleksandrovsk (15 tháng 1) và Poltava (20 tháng 1) trên đường tới Kiev. Vào ngày 27 tháng 1, các nhóm quân Bolshevik hội tụ tại Bakhmach và sau đó lên đường dưới quyền chỉ huy của Muravyov để chiếm lĩnh Kiev.

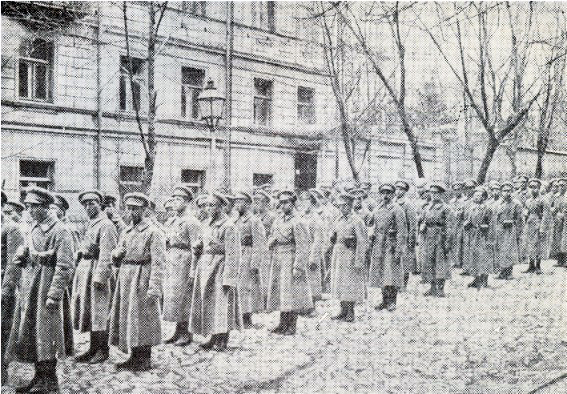
Phân đội đầu tiên của quân súng trường Sich sau khi chiếm được Kiev vào tháng 1 năm 1918.

Khi những người Bolshevik hành quân về phía Kiev, một đơn vị nhỏ của Cộng hòa Nhân dân Ukraina gồm chưa đầy 500 nam sinh (một số nguồn đưa ra con số 300)), do Đại úy Ahapiy Honcharenko chỉ huy, được gấp rút tổ chức và cử ra mặt trận vào ngày 29 tháng 1 năm 1918 để tham gia Trận Kruty. Đơn vị nhỏ này bao gồm chủ yếu là Tiểu đoàn Sinh viên (Kurin) của quân súng trường Sich, một đơn vị của Trường Thiếu sinh quân Khmelnytsky và một biệt đội Haidamaka. Khoảng một nửa trong số 500 người đã thiệt mạng trong trận chiến.
Vào ngày 29 tháng 1 năm 1918, một cuộc khởi nghĩa vũ trang do Bolshevik tổ chức đã bắt đầu tại nhà máy vũ khí Kiev. Tham gia cùng các công nhân của nhà máy là các binh sĩ của Tiểu đoàn Ponton, Trung đoàn Hàng không số 3 và Trung đoàn Sahaydachny. Cảm nhận được thất bại, lực lượng Rada Trung ương và Petlyura đã xông tới vào ngày 3 tháng 2. Sau sáu ngày chiến đấu, do lương thực và đạn dược cạn kiệt, cuộc khởi nghĩa bị lực lượng Rada đàn áp, trong đó 300 công nhân Bolshevik đã chết. Theo các nguồn tin thời Xô viết, hơn 1500 công nhân và binh lính thân Xô viết đã thiệt mạng trong cuộc đấu tranh. Vào ngày 8 tháng 2, chính phủ Cộng hòa Nhân dân Ukraina sơ tán khỏi Kiev để tránh bị quân đội Xô viết đối địch tàn phá, sau đó lực lượng Xô viết tiến vào Kiev dưới quyền chỉ huy của Mikhail Muravyov vào ngày 9 tháng 2.
Sau khi những người Bolshevik chiếm Kiev, họ bắt đầu tấn công vào Ukraina hữu ngạn. Tuy nhiên, vào ngày 9 tháng 2, Cộng hoà Nhân dân Ukraina ký kết Hiệp ước Brest-Litovsk và do đó nhận được viện trợ từ quân Đức và Áo-Hung vào cuối tháng 2, với hơn 450.000 binh sĩ. Để đổi lấy viện trợ quân sự, người Ukraina phải cung cấp thực phẩm cho Liên minh Trung tâm. Dưới quyền chỉ huy của Symon Petliura, các lực lượng kết hợp này đã đẩy những người Bolshevik ra khỏi Ukraina hữu ngạn và chiếm lại Kiev vào ngày 1 tháng 3. Do các chính sách xã hội chủ nghĩa của Rada, chủ yếu là chính sách quốc hữu hóa đất đai đã ảnh hưởng đến xuất khẩu lương thực sang Liên minh Trung tâm. Do vậy, vào ngày 28 tháng 4, quân Đức đã giải tán Rada Trung ương và thành lập Chính phủ Hetman để thay thế. Quân đội Ukraina, Đức và Áo-Hung tiếp tục giành được thắng lợi, chiếm lại Ukraina tả ngạn, Krym và Donbass. Những thất bại này buộc những người Bolshevik phải ký một hiệp ước hòa bình với chính phủ Ukraina vào ngày 12 tháng 6.

### Can thiệp hậu Hetman

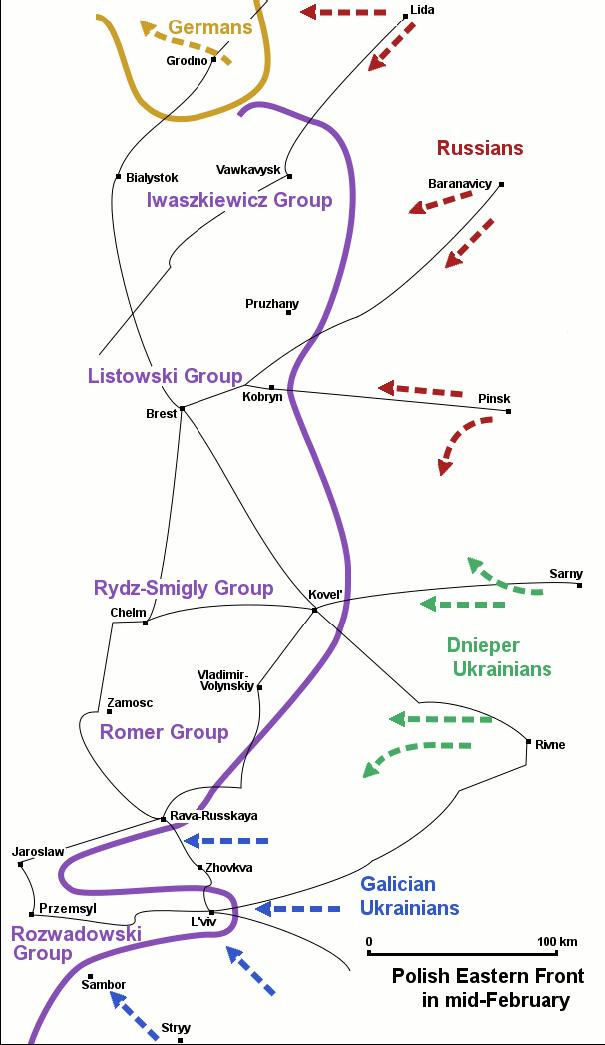
Chiến tranh Ba Lan–Ukraina, Ba Lan–Xô viết và Ukraina–Xô viết vào đầu năm 1919

Trong tháng 11 năm 1918, các binh sĩ từ Đốc chính Ukraina lật đổ Quốc gia Hetman với sự giúp đỡ của phe Bolshevik.  Quân Đức do Soldatenrat lãnh đạo giữ thái độ trung lập trong cuộc nội chiến kéo dài hai tuần này khi họ rút khỏi đất nước do Đế quốc Đức thất bại trong Chiến tranh thế giới thứ nhất. Đốc chính tái lập Cộng hòa Nhân dân Ukraina. Vào ngày 22 tháng 1 năm 1919, Cộng hòa Nhân dân Ukraina thống nhất với Cộng hòa Nhân dân Tây Ukraina theo Đạo luật Zluky.
Quân đội Trung ương-Ủy ban Cách mạng tại Kursk ngày 22 tháng 10 năm 1918 ra lệnh thành lập hai sư đoàn trực thuộc Tập đoàn quân Phương diện quân Ukraina hoặc Nhóm Hướng Kursk. Nhóm này được phân công Sư đoàn Công nhân Moskva, Sư đoàn 9 Xô viết, Lữ đoàn Orlov 2 và hai đoàn tàu bọc thép. Theo Antonov-Ovsiyenko, đội quân có khoảng 6.000 binh sĩ, 170 khẩu pháo, 427 súng máy, 15 máy bay quân sự và 6 đoàn tàu bọc thép. Vào ngày 15 tháng 12 năm 1918, cuộc họp của tham mưu trưởng Ukraina được triệu tập tại Kiev do Otaman Osetsky chủ trì và bao gồm cả Tham mưu trưởng Otaman Petliura, Thượng tá Bolbachan, Thượng tá Shapoval, Sotnik Oskilko. Họ thảo luận về an ninh biên giới và lập kế hoạch đề phòng mối đe dọa từ mọi phía.
Để ngăn chặn cuộc chiến sắp tới với những người Bolshevik, chính phủ của Chekhivsky cử một phái đoàn đến Moskva do Bộ trưởng Bộ Ngoại giao Semen Mazurenko dẫn đầu. Phái đoàn thành công trong việc ký kết một thỏa thuận hòa bình sơ bộ nhưng nó không ngăn được hành động gây hấn từ phía Nga do liên lạc kém giữa phái đoàn ở Moskva và chính phủ Cộng hòa Nhân dân Ukraina. Ngày 28 tháng 12 năm 1918, Ủy ban Trung ương Đảng Xã hội-Cách mạng Ukraina theo cánh tả chính thức tuyên bố huy động lực lượng ủng hộ chính quyền Xô viết. Từ đầu tháng 1 năm 1919, các nhóm quân Bolshevik liên tục vượt qua biên giới phía đông và đông bắc để đột kích.

#### Tháng 1 năm 1919–tháng 6 năm 1919
Vào ngày 7 tháng 1 năm 1919, những người Bolshevik xâm chiếm Ukraina toàn lực với đội quân do Vladimir Antonov-Ovseyenko, Joseph Stalin và Volodymyr Zatonsky chỉ huy. Đốc chính tuyên chiến một lần nữa với Nga vào ngày 16 tháng 1 sau nhiều tối hậu thư sơ bộ yêu cầu Sovnarkom của Nga Xô viết rút quân. Hai hướng chính của lực lượng Bolshevik là vào Kiev và Kharkov.
Trong thời gian đó, lực lượng Xô viết tiến qua Đông Bắc Ukraina và chiếm đóng Rylsk và Novhorod-Siversky. Vào ngày 21 tháng 12, Phương diện quân Ukraina chiếm được đầu mối đường sắt chiến lược quan trọng tại Kupiansk. Sau đó, một cuộc tiến công toàn diện bắt đầu giữa sông Dnepr và sông Oskol. Vào ngày 3 tháng 1, Hồng quân chiếm Kharkov, gần giống như kịch bản tương tự khi những người Bolshevik chiếm Kiev vào tháng 2 năm 1918. Lực lượng Ukraina vào thời điểm đó bao gồm hai đội quân chính quy, Quân đoàn Zaporozhia và quân súng trường Sich, cũng như các biệt đội du kích. Những du kích này được lãnh đạo bởi các ataman không đáng tin cậy, đôi khi đứng về phía những người Bolshevik, chẳng hạn như Zeleny, Anhel và Hryhoriv. Quân đội vốn có hơn 100.000 người, giảm xuống còn khoảng 25.000 do nông dân rời bỏ quân đội và đào ngũ theo những người Bolshevik.
Bolbochan cùng với tàn dư của quân đoàn Zaporizhia rút lui về Poltava, tại đây họ cầm chân Hồng quân trong vài tuần nữa. vào ngày 6 tháng 1 năm 1919, chính phủ Pyatakov chính thức tuyên bố thành lập Cộng hòa Xô viết Xã hội chủ nghĩa Ukraina, nhưng chính phủ của ông vẫn tiếp tục ở lại Kursk cho đến ngày 24 tháng 1. Vào ngày 4 tháng 1, nhóm quân đội Bolshevik Phương diện quân Ukraina được cải tổ thành phương diện quân Ukraina thống nhất dưới quyền chỉ huy của Antonov-Ovsiyenko cùng với các cấp phó của ông là Kotsiubynsky và Schadenko. Về một số câu hỏi về mục đích của quân đội Nga ở Ukraina được Đốc chính gửi tới Moskva, Chicherin cuối cùng phản hồi vào ngày 6 tháng 1: 
...không có quân đội của Cộng hòa Xô viết Xã hội chủ nghĩa Nga ở Ukraina.  Vào thời điểm này, hành động quân sự diễn ra trên lãnh thổ Ukraina là giữa quân đội của Đốc chính và Chính phủ Xô viết Ukraina vốn hoàn toàn độc lập.
Vào ngày 12 tháng 1, binh sĩ dưới quyền chỉ huy của Mykola Schors đã chiếm Chernigov trong khi các đơn vị khác dưới quyền chỉ huy của Pavlo Dybenko chiếm Lozova, Pavlohrad, Synelnykove và thiết lập mối liên hệ với Nestor Makhno. Sau một thời gian dài thảo luận giữa các thành viên của Đốc chính và các quan chức nhà nước khác, họ quyết định tuyên chiến chống lại nước Nga Xô viết.  Người duy nhất phản đối điều này là Chủ tịch Đốc chính Volodymyr Vynnychenko, trong khi Shapoval vì lý do nào đó chỉ đơn giản yêu cầu thành lập chính phủ Xô viết nhanh chóng. Denikin sau đó nhận xét rằng lời tuyên chiến không làm thay đổi hoàn toàn bất cứ điều gì ở tiền tuyến mà chỉ phản ánh cuộc khủng hoảng chính trị bên trong chính phủ Ukraina với chiến thắng của phái quân sự của Petliura-Konovalets-Hrekov đối với Vynnychenko-Chekhivsky. Vào ngày 20 tháng 1, Quân đội Xô viết chiếm Poltava trong khi quân Ukraina rút lui xa hơn về Kremenchuk.  Vào ngày 26 tháng 1 Dybenko lấy Katerynoslav. Sau khi Xô viết chiếm Ukraina tả ngạn, họ tiến tới Kiev. Vào ngày 2 tháng 2, họ buộc Đốc chính phải chuyển đến Vinnytsia trong khi quân của Schors và Bozhenko chiếm Kiev ba ngày sau đó.
Sau đó Chekhivsky từ chức, ngay sau khi Vynnychenko thành lập ở Kamianets-Podilskyi Ủy ban cứu giúp nền Cộng hòa, ủy ban này lại bị Petliura giải tán vào ngày 13 tháng 2. Trong thời gian đó quân đội Xô viết chiếm được phần còn lại của tỉnh Kiev trong khi các toán quân của Hryhoriv chiếm Oleksandria và Yelyzavethrad. Đến ngày 6 tháng 3, Đốc chính chuyển đến Proskurov trong khi nhường phần lớn Polissia và Podillia cho phe Bolshevik. Điều đáng ngạc nhiên là vào cuối tháng 3, quân đội Ukraina đã tiến hành thành công một loạt hoạt động quân sự chiếm lại Sarny, Zhytomyr, Korosten, và đe dọa chiếm lại Kiev. Vào ngày 2 tháng 3, Otaman Hryhoryev chiếm đóng Kherson và ngày 12 tháng 3, ông ta đã ở Mykolaiv. Đến ngày 3 tháng 4, lực lượng Entente (Đồng minh) sơ tán khỏi Odessa và Hryhoryev tiến vào thành phố ba ngày sau đó. Vào đầu tháng 6, Ukraina phát động một cuộc tấn công, chiếm lại khu vực Podolia.

#### Tháng 7 năm 1919–tháng 12 năm 1919
Hồng quân trả đũa cuộc tấn công của Cộng hòa Nhân dân Ukraina, chiếm lại Proskurov vào ngày 5 tháng 7 và đặt thủ đô tạm thời Kamianets-Podilskyi vào tình trạng bị đe dọa. Tuy nhiên, quân Ukraina được củng cố nhờ sự xuất hiện của Tướng Yurii Tiutiunnyk và đội quân giàu kinh nghiệm của ông ta. Quân Ukraina phát động phản công, đẩy lùi Hồng quân về Horodok. Binh sĩ của Quân đội Galicia Ukraina vượt qua sông Zbruch vào ngày 16-17 tháng 7 đã tham gia cuộc chiến chống lại những người Bolshevik. Sự xuất hiện của họ dẫn đến việc Ukraina có một lực lượng tổng hợp gồm 85.000 quân chính quy Ukraina và 15.000 quân du kích.
Đến tháng 10 năm 1919, khoảng 70% quân của Đốc chính và hơn 90% quân của Quân đội Galicia Ukraina đồng minh đã mắc bệnh sốt phát ban.

#### Tháng 12 năm 1919– tháng 11 năm 1920
Từ ngày 6 tháng 12 năm 1919 đến ngày 6 tháng 5 năm 1920, Quân đội Nhân dân Ukraina dưới quyền chỉ huy của Mykhailo Omelianovych-Pavlenko thực hiện một chiến dịch ngầm được gọi là Chiến dịch Mùa đông thứ nhất tại khu vực Kirovohrad chống lại Quân đoàn 14 Xô viết. Một bước phát triển quan trọng khác trong thời kỳ này là việc ký kết Hiệp định Warszawa với Ba Lan vào ngày 22 tháng 4, và sau đó bắt đầu một cuộc tấn công chung cùng với quân đội Ba Lan chống lại những người Bolshevik. Vào ngày 7 tháng 5, một sư đoàn Ukraina dưới quyền chỉ huy của Marko Bezruchko tiến vào Kiev, nhưng nhanh chóng bị đẩy lùi trước một cuộc phản công của Hồng quân do Semyon Budyonny chỉ huy. Người Ukraina và người Ba Lan bị đẩy lùi qua sông Zbruch và qua Zamość về phía Warszawa, nhưng họ lại phản công Xô viết tới Minsk. Người Ba Lan đã ký kết thoả thuận đình chiến với Liên Xô vào ngày 12 tháng 10. Đến năm 1921, tác giả người Ba Lan về liên minh Ba Lan-Ukraina, Józef Piłsudski, không còn là nguyên thủ quốc gia Ba Lan nữa, và chỉ tham gia với tư cách quan sát viên trong các cuộc đàm phán ở Riga, điều mà ông gọi là một hành động hèn nhát. Quân của Petliura tiếp tục chiến đấu. Họ kéo dài cho đến ngày 21 tháng 10, khi họ buộc phải vượt sông Zbruch và tiến vào Galicia do Ba Lan kiểm soát. Tại đây, họ bị tước vũ khí và bị đưa vào trại giam giữ.

#### Tháng 11 năm 1921
Hành động cuối cùng của Cộng hòa Nhân dân Ukraina chống lại Xô viết là một cuộc đột kích vào phía sau phòng tuyến của Hồng quân vào tháng 11 năm 1921, được gọi là Chiến dịch Mùa đông thứ hai. Chiến dịch này nhằm mục đích kích động một cuộc tổng khởi nghĩa trong những người nông dân Ukraina, vì họ vốn đã bất bình với Xô viết, và để thống nhất các lực lượng du kích chống lại những người Bolshevik ở Ukraina. Chỉ huy lực lượng Ukraina là Yurii Tiutiunnyk.
Hai lực lượng viễn chinh được thành lập, một từ Podolia (400 người) và một từ Volyn (800 người). Nhóm Podolia chỉ đến được làng Vakhnivka, trước khi quay trở lại lãnh thổ Ba Lan qua Volyn vào ngày 29 tháng 11. Nhóm Volhynia xuất phát vào ngày 4 tháng 11, chiếm Korosten vào ngày 7 tháng 11 và tiến đến làng Leonivka. Khi nguồn cung cấp bắt đầu cạn kiệt, họ quyết định quay trở lại.  Tuy nhiên, khi quay trở về phía tây, họ bị kỵ binh Bolshevik dưới quyền chỉ huy của Grigore Kotovski chặn lại tại Bazar và bị đánh tan trong trận chiến gần Mali Mynky vào ngày 17 tháng 11. 443 binh sĩ bị Xô viết bắt trong trận chiến. 359 người bị bắn vào ngày 23 tháng 11 gần thị trấn Bazar, và 84 người được chuyển cho lực lượng an ninh Liên Xô.
Đây là hoạt động cuối cùng của Quân đội Nhân dân Ukraina chống lại Xô viết. Sự kết thúc của Chiến dịch Mùa đông thứ hai đã đưa cuộc chiến Ukraina-Xô viết đi đến hồi kết rõ ràng, tuy nhiên cuộc chiến của quân du kích chống lại những người Bolshevik vẫn tiếp tục cho đến giữa năm 1922 và để đáp trả thì Hồng quân đã khủng bố vùng nông thôn.

#### Các nhà nước nổi dậy
Những người ủng hộ địa phương của Cộng hòa Nhân dân Ukraina đã thành lập các quốc gia nổi dậy chống Nga và chống Bolshevik trên các vùng lãnh thổ bị chiếm đóng như Cộng hòa Medvyn Độc lập hay Cộng hòa Kholodny Yar. Họ tiếp tục chiến đấu với người Nga và lực lượng cộng tác cho đến năm 1923.

## Hậu quả

Đông Âu sau Hoà ước Riga.

Chiến tranh kết thúc với kết quả là sáp nhập hầu hết các vùng lãnh thổ của Ukraina vào Ukraina Xô viết. Vào ngày 30 tháng 12 năm 1922, đây là một trong những thành viên sáng lập của Liên bang Cộng hòa Xã hội chủ nghĩa Xô viết (Liên Xô).  Một phần của Tây Ukraina nằm dưới quyền kiểm soát của Cộng hòa Ba Lan thứ hai, theo quy định trong Hòa ước Riga. Chính phủ Cộng hoà Nhân dân Ukraina do Symon Petlura lãnh đạo bị buộc phải lưu vong.
Trong vài năm sau đó, những người theo chủ nghĩa dân tộc Ukraina vẫn tiếp tục cố gắng tiến hành một cuộc chiến tranh du kích nhằm vào Xô viết. Họ được tình báo Ba Lan hỗ trợ; tuy nhiên, họ đã không thành công. Các phong trào tích cực cuối cùng của người Ukraina hầu hết sẽ bị tiêu diệt trong Holodomor. Hơn nữa, việc Ba Lan tương đối thiếu ủng hộ đối với đại nghiệp của người Ukraina gây ra sự phẫn nộ ngày càng tăng trong người thiểu số Ukraina ở Ba Lan đối với nhà nước Ba Lan giữa hai thế chiến.